# Bernard Toone
Bernard Arthur Toone (* 14. Juli 1956; † 9. Juli 2022) war ein US-amerikanischer Basketballspieler.

## Leben
Der Flügelspieler, der zwei Meter maß, gewann 1977 mit der Marquette University den Meistertitel in der NCAA. Er trug in der Meistersaison im Schnitt 4,4 Punkte pro Begegnung bei. Sein statistisch bestes Spieljahr an der Marquette University war 1978/79, als Toone Mittelwerte von 18,7 Punkten sowie 6,7 Rebounds und 1,9 Vorlagen erreichte. Beim Draft-Verfahren der NBA im Jahr 1979 entschieden sich die Philadelphia 76ers, sich in der zweiten Auswahlrunde an insgesamt 37. Stelle die Rechte an dem Flügelspieler zu sichern. Toone schaffte den Sprung in Philadelphias Kader und bestritt in der Saison 1979/80 23 NBA-Spiele (2,4 Punkte/Spiel).
Toone setzte seine Laufbahn in Italien fort, in der Saison 1980/81 stand er bei Latte Matese Caserta unter Vertrag und verbuchte 21,3 Punkte je Begegnung. Es folgte eine Saison in Venezuela bei Gaiteros del Zulia (1982/83). Er stand 1983/84 bei BV Orca in den Niederlanden unter Vertrag (elf Spiele: 23,8 Punkte/Spiel). Toone wechselte nach Deutschland und spielte 1984/85 für den SSV Hagen in der Basketball-Bundesliga. Laut der Zeitung Westfalenpost wurde Toone von dem Bundesligisten wegen Drogenabhängigkeit in sein Heimatland zurückgeschickt.
Im Juli 1987 wurde Toone in seiner Heimatstadt Yonkers (US-Bundesstaat New York) festgenommen, als er versuchte, ein Auto aufzubrechen. Wegen eines ähnlichen Vergehens war er zuvor zu einer Bewährungsstrafe verurteilt worden, nach Verstößen gegen die Auflagen saß er bis März 1987 fünf Monate in Haft. 1988 wurde er abermals festgenommen, als er den Versuch unternahm, einen Wagen aufzubrechen. Toone starb an den Folgen einer Krebserkrankung.